# Cat Grant
Cat Grant —cuyo nombre completo es Catherine Jane Gran— es un personaje ficticio que aparece en los cómics estadounidenses publicados por DC Comics. Fue creada por el escritor Marv Wolfman y el dibujante Jerry Ordway, y apareció por primera vez en Adventures of Superman #424 en enero de 1987. Cat es principalmente conocida por su papel como periodista y figura mediática asociada al Daily Planet, donde ha trabajado junto a personajes como Clark Kent, Lois Lane, Jimmy Olsen y Perry White.
Inicialmente introducida como columnista de sociedad, Cat es representada como una mujer ambiciosa, segura de sí misma y a menudo polémica, que no teme utilizar su atractivo o su estilo provocador para destacar en un entorno periodístico competitivo. A lo largo de los años, su personaje ha evolucionado desde una reportera de farándula hasta convertirse en presentadora de televisión, directora de medios y, en algunas continuidades, incluso directora ejecutiva de su propia empresa de comunicaciones, CatCo Worldwide Media.
Más allá de su carrera profesional, Cat Grant ha tenido una vida personal compleja y a menudo trágica. Es madre soltera de un hijo llamado Adam, cuya muerte en algunas versiones ha marcado profundamente su carácter. También ha sido interés romántico ocasional de Clark Kent, con quien ha mantenido una relación de amistad y admiración mutua, aunque no exenta de tensiones.
Cat ha tenido una presencia significativa en medios audiovisuales. En televisión, ha sido interpretada por varios actores, entre ellos Tracy Scoggins en Lois & Clark: The New Adventures of Superman, y más notablemente por Calista Flockhart en la serie Supergirl (2015), donde se la muestra como una poderosa ejecutiva de medios y mentora de Kara Danvers. Esta versión del personaje ayudó a popularizar una imagen moderna de Cat como una figura feminista, carismática y con gran influencia en el mundo mediático. En 2025, es interpretada por la actriz Mikaela Hoover en la película Superman (2025).

## Historial de publicaciones
Creada por el escritor Marv Wolfman y el artista Jerry Ordway, Cat Grant apareció por primera vez en Adventures of Superman # 424 (enero de 1987) como columnista de chismes para el Daily Planet. Presentado como un posible interés amoroso para Clark Kent, su personaje agregó una nueva dimensión a la dinámica de Clark, Lois Lane y Superman.

## Biografía ficticia
Cat Grant llega a Metrópolis tomando un puesto en el Daily Planet. Es conocida por su columna de chismes sindicada, que hasta este momento estaba escrita en su natal Los Ángeles. Recientemente divorciada de Joe Morgan, un esposo que la había llevado a beber, Cat ahora era una madre soltera con un hijo pequeño llamado Adam Morgan, tratando de comenzar de nuevo y mantenerse sobria.
Cat se siente atraída instantáneamente por Clark Kent. Se hacen amigos e incluso salen por un tiempo, pero finalmente, esto termina, ya que Clark realmente ama a Lois Lane, y parece más interesado en ayudar a Cat a arreglar su vida que en salir con ella. Jimmy Olsen, a su vez, se siente atraído por Cat, pero ella parece no darse cuenta o no le importa. Su comportamiento en la oficina molesta tanto a Lois como a Perry White en diferentes momentos.
Sintiendo que necesita demostrarle a Perry, Clark y Lois que puede ser una "reportera real", Cat se infiltra en Galaxy Broadcasting para ayudar a Clark a exponer los vínculos de Morgan Edge con Intergang. Después de esto, necesita un guardaespaldas y José Delgado (también conocido como el vigilante disfrazado Gangbuster) acepta el trabajo. Los dos se vinculan románticamente, pero José está resentido por el hijo de Cat, Adam, quien todavía adora a su exmarido, Joe Morgan.
Cat se une a la estación de televisión WGBS de verdad y se convierte en una reportera al aire, que finalmente obtiene su propio programa de entrevistas, The Cat Grant Show. Superman le da a Cat una entrevista en su programa, que se ve interrumpida por el alboroto de Doomsday. Más tarde, Cat está en la escena cubriendo los eventos de la batalla de Superman con Doomsday en vivo por televisión.
Cat continúa contribuyendo con su trabajo al Daily Planet mientras trabaja en WGBS. Para entonces, Cat se ha ganado el respeto y la amistad de Lois Lane. Cat también consigue que Jimmy Olsen contrate a WGBS y trabaja en estrecha colaboración con él allí.
Más tarde, Cat se convierte en administrador de la estación WGBS. Hay rumores de que consiguió el puesto gracias a una relación con el padre de Morgan, Vinnie Edge, su nuevo jefe que la acosa sexualmente constantemente. Cat pone fin a los rumores en WGBS cuando tiene a Edge acusado de acoso sexual. Vinnie Edge es removido del tablero de WGBS y Cat recibe su puesto.
El hijo de Cat, Adam, es uno de los niños secuestrados por Toyman, y Adam es asesinado cuando intenta escapar. Cat lidia con la pérdida enfocándose en su trabajo.
Cuando la Liga de la Justicia de América presenta una nueva lista, varios miembros de la prensa son invitados a la Atalaya de la JLA para cubrir la historia. Cat recibe una invitación, pero aparentemente es incapacitada fuera de la pantalla por Catwoman, quien roba su ropa e identidad y va en su lugar, con la esperanza de robar de la Watchtower (aunque su presencia posteriormente resulta importante para ayudar a la Liga a derrotar al nuevo villano Prometheus).
Durante el mandato de Lex Luthor como Presidente de los Estados Unidos de América, Cat se desempeña como secretaria de prensa de la Casa Blanca. Tras el juicio político del presidente Luthor, regresa a su ciudad natal de Los Ángeles, donde trabaja para un periódico llamado Los Angeles Tattler.

### Regreso
Cat regresa a Metrópolis tras los nuevos acontecimientos sobre la participación de Toyman en la muerte de su hijo. Toyman le dice a Jimmy Olsen que fue un robot que creó para reemplazarlo en caso de que alguna vez fuera encarcelado, quien mató a Adam. Toyman afirma que nunca dañaría intencionalmente a ningún niño, que una falla en la programación del robot le dio personalidad. Esto fue confirmado en Superman Secret Files & Origins 2009.
Cat vuelve a trabajar en el Daily Planet, como editor de la sección de Entretenimiento y Arte del periódico. Su personalidad parece haber cambiado durante su ausencia. Cat se viste de manera más provocativa y actúa más coqueta que nunca. Durante una conversación con Clark, ella coquetea abiertamente con él e insinúa que ha tenido implantes mamarios. Lois Lane dice que piensa que "Cat lo perdió" y en broma se refiere a ella como una cougar. Clark le dice a Lois que cree que Cat se está vistiendo y actuando de la forma en que lo está para encubrir los dolorosos recuerdos de su hijo.
El nuevo escritor de Supergirl, Sterling Gates, le dijo a Newsarama sobre la dirección del personaje: "Estamos integrando el libro de Supergirl más en el universo de Superman, y eso incluye tener un elenco de apoyo que se superponga con ese mundo. Estoy muy interesado en vincularla nuevamente a Metrópolis y asegurándome de que su mundo sea parte del universo de Superman. Así que en mi primer número, en las primeras tres páginas, le preparé un papel de aluminio en Cat Grant. Y Cat Grant será un miembro de reparto habitual, como será Lana Lang".
Cat Grant le guarda rencor a Supergirl por su falta de respeto y el manejo descuidado de una pelea metahumana que la dejó levemente herida. Cat inicia una campaña de difamación contra Supergirl en las páginas del Daily Planet, poniendo en su contra a una gran parte de la población de Metrópolis. En represalia, Kara, después de enviarle una tarjeta de felicitación hecha por ella misma satirizando su enemistad, viene a visitarla al Planet con su nueva identidad secreta de Linda Lang, sobrina adolescente de Lana Lang.
Cat posteriormente se entera de que Lana es la tía de Supergirl. Cat intenta decirle a Perry sobre la identidad de Linda, pero Perry está demasiado ocupado. El problema corre en primera línea de Superman. Cat recibe un paquete de cartas de fans. Más tarde, en la oficina de Lana, se enfrenta a Lana después de que se entera de todo sobre el secreto de su "sobrina". Después, Cat y Supergirl finalmente visitan Arkham Asylum, donde encuentran a Toyman en la celda donde Adam fue asesinado. Ella lo interroga sobre los niños que han sido secuestrados con muñecos abandonados en su lugar. Toyman afirma que es inocente y la muñeca robótica lo ataca. Supergirl lo salva de la muñeca robótica. Cat y Kara tienen una discusión entre ellos, y Cat le dice que no puede encontrar ayuda; Supergirl se frustra y se va. Cuando Cat regresa a casa, se enfrenta a un villano llamado Dollmaker (lo que implica que de alguna manera está relacionado con Toyman). Dollmaker finalmente se revela como el hijo abandonado de Winslow, que ha estado secuestrando niños y utilizando experimentos macabros para convertirlos en esclavos. Le dice a Cat que quiere que se convierta en su nueva madre y que desea servir como reemplazo de su hijo asesinado. Cat lo rechaza violentamente. Con su mordaza eliminada temporalmente, Cat puede llamar a Supergirl para pedir ayuda, y las dos pueden derrotar a Dollmaker y liberar a los niños que había esclavizado. La historia termina con Cat finalmente escribiendo una historia positiva sobre Supergirl, que ve como el mejor regalo navideño imaginable.
La miniserie de 2009-2010 Superman: Secret Origin establece que Cat, en la continuidad post-Crisis infinita, ya está en el personal del Daily Planet cuando Clark Kent comenzó a trabajar en el periódico.

### The New 52
Tras los eventos de Flashpoint, el Universo DC fue reestructurado con The New 52. Cat perdió la historia, que incluyó la eliminación de su matrimonio anterior y su hijo Adam. Su personalidad también era más suave de cómo fue retratada antes de Flashpoint, acercándose más a sus primeras representaciones. Ella sirvió en gran parte como miembro secundario del reparto. Cuando Clark fue despedido del Daily Planet, Cat decidió irse también y comenzar una empresa conjunta con Clark, y comenzaron un sitio web de blogs de noticias Clarkcatropolis.com.

### DC Rebirth
En DC Rebirth, inspirándose en Supergirl, Cat fue reintroducida como CEO de CatCo Worldwide Media en National City. La personalidad de Cat ha experimentado un cambio notable, volviéndose mucho más arrogante, autoritaria y sarcástica de lo que se había visto anteriormente en el New 52 y, a menudo, se muestra despiadada, sin disculpas, indiferente e intransigente. Sin embargo, parecía ser una buena juez de carácter, capaz de ver el potencial en muchas personas, incluidos Kara Danvers y Ben Rubel. También es rápida para proteger a sus empleados, como durante una invasión de Cyborg Superman y puso a todos a salvo.
Más tarde, se ve a Cat en una visita social para ver a sus viejos amigos en el Daily Planet.

## Otras versiones
- Cat Grant tiene una contraparte en el universo de la antimateria, hogar del Sindicato del Crimen. Aparece brevemente en la novela gráfica de Grant Morrison, JLA: Earth 2. Trabaja en el Daily Planet, es amargada y mezquina, se ha sometido a varias operaciones de cirugía plástica y es extremadamente delgada.[15]
- Cat Grant aparece como un personaje secundario menor en la serie limitada All-Star Superman de Grant Morrison. Esta encarnación conserva su lugar como columnista de chismes en el Daily Planet.[16]
- Cat Grant tiene un cameo en la serie de televisión The Batman spin-off de cómics The Batman Strikes! en el número 44 cuando Bruce Wayne visita el Daily Planet.
- Cat Grant aparece en Superman Returns: Prequel # 2 (agosto de 2006), un cómic relacionado con la película. Cat Grant fue reportera de televisión del programa Metro4News Early Edition. Habló de un planeta que aparentemente posee una atmósfera capaz de sustentar la vida. Cat no aparece en la película.

## En otros medios

### Televisión
- Cat Grant aparece en Lois & Clark: Las nuevas aventuras de Superman, interpretada por Tracy Scoggins. La principal diferencia de esta versión era que tenía el cabello castaño en lugar del aspecto original de rubia del personaje del cómic. Apareció como columnista de la sociedad Daily Planet interesada en Clark Kent. Cat fue retratada como una cazadora de hombres desvergonzados, que intentó seducir a Clark Kent con bastante frecuencia, hasta el punto de que una vez trató de convencerlo de que estaban involucrados cuando él sufría de amnesia, y generalmente vestía un atuendo provocativo. Scoggins fue un miembro regular del elenco durante la primera temporada, pero el personaje fue eliminado por el resto de la serie, sin explicación.
- Dos encarnaciones del personaje aparecieron en Smallville:
  - En el episodio de la novena temporada "Crossfire", Clark Kent solicita un trabajo como presentador de un programa matutino de televisión; trata de impresionar a los productores con un artículo sobre citas online y tiene una cita a ciegas con Catherine Grant (Emilie Ullerup). El personaje de Catherine es lo opuesto a su interpretación habitual: está estudiando dos títulos avanzados y sirvió en el Cuerpo de Paz. Al final del episodio, ella es contratada en lugar de Clark para presentar el programa matutino.
  - Keri Lynn Pratt interpretó una nueva versión del personaje en la última temporada. Esta versión de Cat trabaja en el Daily Planet y está asociada con Clark durante la ausencia de Lois Lane. El personaje menciona el anterior "Cat Grant" y explica el nombre idéntico como una coincidencia. Más tarde se revela que su verdadero nombre es Mary Louise Shroger y que cambió su nombre para proteger a su hijo de un ex abusivo. El personaje fue recurrente a lo largo de la temporada final. Ella es retratada como anti-justiciera sobre la base de que le roban el centro de atención a los "héroes reales" y escucha regularmente las radios de conversación conservadoras de los jock. Su vida se ve amenazada varias veces por Deadshot (quien la usó como cebo para atraer a Clark) y más tarde a Isis, pero Clark la salva cada vez. Su oposición a los vigilantes la lleva a exponer a Lois, Tess Mercer y Emil Hamilton a las autoridades. Sin embargo, ella no alerta a los guardias cuando ve a Lois escapar. Su última aparición en el programa tiene a Cat suavizando su postura antihéroe debido a que quedó fascinada por Booster Gold y que su vida fue salvada por un Clark disfrazado
- Cat Grant aparece en la serie de televisión animada Young Justice en un papel recurrente con la voz de Masasa Moyo. Apareciendo por primera vez en el episodio "Targets", se la ve informando sobre una conferencia de paz que está siendo oficiada por Lex Luthor. En el episodio "Terrores", se ve a Cat transmitiendo informes de noticias de Nueva Orleans y Chicago, donde los Terror Twins están haciendo un alboroto en tres estados. En episodios posteriores, ella continúa apareciendo (generalmente brevemente) informando las noticias en WGBS-TV mientras los personajes principales miran.
- Cat Grant aparece en la serie Supergirl, interpretada por Calista Flockhart.[17][18][19] Comenzó como asistente de Perry White en el Daily Planet y luego se convirtió en columnista de chismes. Desde entonces se ha ido por su cuenta, mudándose a National City y fundando su propio conglomerado de medios, CatCo Worldwide Media. A menudo es sarcástica y grosera con sus subordinados y menciona su disgusto por Lois y el personal del Daily Planet, con la excepción de Clark, a quien le tiene mucho cariño y le atrae. Ella es la madre de Carter Grant y Adam Foster. En la primera temporada del programa, Kara / Supergirl, o "Kira", como la llama Cat, es la asistente personal de Cat. Cat ve a Supergirl como una forma de aumentar las calificaciones de CatCo al proporcionar a National City un héroe de la misma manera que Metropolis tiene a Superman. En un momento, ella se convence de que Kara es Supergirl, pero Kara y Hank Henshaw / Detective Marciano aparentemente pueden convencerla de lo contrario. Al final de la segunda temporada, se revela que ella solo finge no saberlo. A pesar de su personalidad difícil, Cat a menudo sirve como modelo a seguir para Supergirl, a menudo inspirándola como heroína y como Kara Danvers. En el primer episodio de la temporada 3, ella se convierte en la Secretaría de Prensa de la Casa Blanca.[20] En la sexta temporada, Brainiac 5 y Nia Nal en sus alias de Brandon y Brenda se encuentran con una Cat Grant más joven. En ese momento, ella era "CJ Grant", como la llamó Perry White en ese momento. Ella vino a Midvale para buscar la fuente de la suerte de Midvale para superar la historia de Lois Lane y se encuentra con una Alex más joven que se hace pasar por Eliza Danvers. Después de que los intentos de acercarse a Supergirl llevaron a un encuentro con Naxim Tork, Dreamer en su alias de Brenda la persuade para que se desvíe del Daily Planet. Cat luego llama a Perry, renuncia y le dice que la llame Cat Grant.[21] En el final de la serie, ella le compra CatCo a Andrea, contrata a Kara para que sea la nueva editora en jefe y da una entrevista en la que Kara se revela públicamente como Supergirl.[22]
- Cat Grant aparece en My Adventures with Superman, con la voz de Melanie Minichino.[23]Esta versión es miembro de la "Scoop Troop" del Daily Planet.

### Película
- Cat Grant aparece en la película original animada de DC Universe, All-Star Superman con la voz no acreditada de Cathy Cavadini. Ella es principalmente un personaje de fondo en la película, y se la ve brevemente tocando el hombro de Jimmy por afecto o preocupación mientras ve a Superman pelear contra Luthor.
- Cat Grant aparece en la película original animada de DC Universe Superman: Unbound en un papel que no habla.
- Cat Grant aparece en la película animada Death of Superman y su secuela Reign of the Supermen. Esta versión del personaje es afroamericana y tiene la voz de la actriz nigeriana Toks Olagundoye.